# Defective by Design
Defective by Design — сайт-кампания Фонда свободного программного обеспечения против технических средств защиты авторских прав DRM. Участники кампании расшифровывают аббревиатуру DRM, используемую для таких средств, как digital restrictions management — «цифровое управление ограничениями». Технология DRM сокращает возможность пользователей свободно использовать приобретённые ими фильмы, музыку, электронные книги, программное и аппаратное обеспечение в большей степени, чем авторское и смежные права.
Основная идея Defective by Design заключается в том, что DRM — это умышленное ограничение использования продукта, которое наносит вред будущему цифровой свободы. Движение стремится распространять информацию о вреде DRM и привлекать к сотрудничеству в проекте новых людей. Это одна из первых попыток Фонда свободного программного обеспечения привлечь массы к продвижению свободного программного обеспечения. С конца 2006 года в движении приняли участие более 12 тыс. человек.
Сайт запущен в мае 2006 года. Слоган сайта: «Say NO to DRM!» (Скажи нет DRM!).

## DRM с точки зрения Defective by Design
DRM используется для шифрования различных мультимедийных продуктов (включая аудио, видео и консольные игры) и предназначен для ограничения использования продуктов в рамках, ограниченных правообладателем. Техническая защита авторских прав включает в себя:
- ограничение или полный запрет на копирование данных. Такой метод был разработан с целью предотвратить незаконное распространение информации;
- шифрование или полный запрет на доступ к исходным компонентам продукта с целью воспрепятствовать использованию продукта конкурентами в своих интересах.

DRM часто препятствуют копированию CD/DVD, не позволяют убрать рекламу при просмотре DVD и могут создавать проблемы с совместимостью между продуктами конкурирующих компаний. Опытные пользователи часто находят способы и средства обойти средства защиты, в том числе и с применением сторонних аппаратных и программных средств. Но такие методы незаконны и могут привести к нежелательным для пользователя последствиям, вплоть до уголовного преследования.

## История развития проекта
Defective by Design — это результат сотрудничества Фонда свободного программного обеспечения и команды CivicActions.
Кампания была запущена в мае 2006 года. На ежегодной конференции Microsoft для разработчиков аппаратного обеспечения (WinHEC) был заявлен протест против использования технических средств защиты авторских прав. Представители Фонда свободного программного обеспечения, одетые в жёлтые ОЗК, распространяли брошюры, в которых объяснялось, что продукты Microsoft — «Defective by Design» — «дефектны по замыслу», «ущербны архитектурно», «умышленно обладают недостатком», «намеренно разработаны дефективными»[уточнить], или «брак гарантирован»..
В дальнейшем в рамках проекта проводилось множество акций, которые имели переменный успех. Руководители Defective by Design отмечают, что их противодействие RIAA и родственным организациям вызвало эффект разорвавшейся бомбы и тысячи людей заинтересовались проблемой использования DRM в звукозаписывающей индустрии. Организаторы также предпринимали попытки встретиться с Боно, вокалистом группы U2, с целью уговорить выступить против применения технических средств защиты авторских прав. Однако организаторы не добились нужного результата. Положительным моментом стало присоединение четырёх крупных музыкальных лейблов к борьбе с применением DRM в звукозаписывающей индустрии.
DefectiveByDesign.org объявила 3 октября 2006 года Днём борьбы с DRM (англ. Day Against DRM) и организовала новую акцию протеста. Люди в ОЗК ходили в районе магазинов Apple Store в США и Великобритании и раздавали прохожим листовки, рассказывающие об использовании компанией Apple технологии DRM в iTunes Store и плеерах марки iPod.
30 января 2007 года совместно с движением BadVista на площади Таймс-сквер была проведена акция в поддержку свободного программного обеспечения. Активисты раздавали литературу о вреде использования DRM в Vista и диски со свободным программным обеспечением для замены Windows Vista.
DefectiveByDesign.org поддерживает пользователей в использовании тега 'defectivebydesign' для известных продуктов. Среди помеченных таким образом товаров можно встретить DVD-проигрыватели, DVD и Blu-Ray диски, Windows Vista, Zune, и iPod.
4 мая 2010—2012 годов и 3 мая 2013 года — Международный день борьбы с DRM.